# Xã East Deer, Quận Allegheny, Pennsylvania
Xã East Deer (tiếng Anh: East Deer Township) là một xã thuộc quận Allegheny, tiểu bang Pennsylvania, Hoa Kỳ. Năm 2010, dân số của xã này là 1.500 người.